# Путейская улица (Зеленогорск)
Путе́йская у́лица — улица в городе Зеленогорске Курортного района Санкт-Петербурга. Проходит от Кривоносовской улицы до улицы Героев.
Название Путейская улица появилось после войны. Оно связано с местоположением путей Финляндской железнодорожной линии, от которых начинается улица. Рядом также находятся 1-й Путейский и 2-й Путейский переулки.

## Перекрёстки
- Кривоносовская улица
- 1-й Путейский переулок
- Деповский переулок
- Улица Героев